# Hieronim Morsztyn
Hieronim Morsztyn (ca. 1581 – ca. 1622) è stato un poeta e scrittore polacco, conosciuto come uno dei primi poeti del sarmatismo polacco.

## Biografia
Le notizie riguardanti la nascita e la sua vita sono frammentarie e si basano in gran parte sui riferimenti contenuti nelle sue opere. Nacque in una famiglia ariana da Florian Morsztyn e Zuzanna Łaska, figlia del teologo Jan Łaski. Rimase presto orfano e allevato dallo zio Samuel Łaski, diplomatico polacco al servizio di Sigismondo III. Frequentò un collegio gesuita a Braniewo, dove iniziò gli studi nel 1595, completati con una dissertazione sotto la supervisione del professore belga Jan Gerardinus. Da novembre 1616 ad aprile 1618 soggiornò presumibilmente a Padova con Łukasz Opaliński. Trascorse gran parte della sua vita presso le corti dei magnati di Lublino e Vilnius. Malato di sifilide, morì intorno al 1622.

## Opere
Le sue opere principali sono Światowa Rozkosz (1606), Antypasty małżeńskie (1650) e Summariusz wierszów. Quest'ultima è una raccolta di oltre trecento poesie, scritte tra il 1606 e il 1613, mai pubblicate. Pochi dei suoi manoscritti originali sono sopravvissuti e la maggior parte delle opere conosciute provengono da successive ristampe. Alcune delle opere considerate sue gli sono state attribuite sulla base di analisi stilistiche, in quanto ristampate come anonime.
In molte delle sue opere Morsztyn lodò la bellezza del mondo, contrapponendola al peso del peccato e alla beatitudine eterna. Scrisse occasionalmente anche opere su altri temi, inclusa la politica.